# Енеа Міхай
Енеа Міхай (алб. Enea Mihaj, нар. 5 червня 1998, Агрініон) — грецький і албанський футболіст, центральний захисник португальського «Фамалікана» та національної збірної Албанії.

## Клубна кар'єра
Народився 5 червня 1998 року в грецькому Агрініоні у родині етнічних албанців. Вихованець футбольної школи клубу «Панетолікос». Дорослу футбольну кар'єру розпочав 2016 року в основній команді того ж клубу, в якій провів три сезони, взявши участь у 45 матчах чемпіонату. 
21 червня 2019 року перейшов до клубу ПАОК. Відіграв за клуб із Салонік наступні три сезони своєї ігрової кар'єри, здебільшого як резервний захисник.
У серпні 2022 року перебрався до Португалії, уклавши трирічну угоду з місцевим «Фамаліканом», де відразу став одним з основних центральних захисників.

## Виступи за збірні
Протягом 2016–2017 років залучався до складу молодіжної збірної Албанії. На молодіжному рівні зіграв у 2 офіційних матчах.
2018 року дебютував в офіційних матчах у складі національної збірної Албанії.

## Статистика виступів

### Статистика клубних виступів
Станом на 16 березня 2024
| Сезон                   | Команда                 | Чемпіонат               | Чемпіонат | Чемпіонат | Національний кубок | Національний кубок | Національний кубок | Континентальні кубки | Континентальні кубки | Континентальні кубки | Інші змагання | Інші змагання | Інші змагання | Усього | Усього |
| Сезон                   | Команда                 | Ліга                    | Ігор      | Голів     | Ліга               | Ігор               | Голів              | Ліга                 | Ігор                 | Голів                | Ліга          | Ігор          | Голів         | Ігор   | Голів  |
| ----------------------- | ----------------------- | ----------------------- | --------- | --------- | ------------------ | ------------------ | ------------------ | -------------------- | -------------------- | -------------------- | ------------- | ------------- | ------------- | ------ | ------ |
| 2016–17                 | «Панетолікос»           | СЛ                      | 0         | 0         | КГ                 | 1                  | 0                  | -                    | -                    | -                    | -             | -             | -             | 1      | 0      |
| 2017–18                 | «Панетолікос»           | СЛ                      | 26        | 0         | КГ                 | 3                  | 0                  | -                    | -                    | -                    | -             | -             | -             | 29     | 0      |
| 2018–19                 | «Панетолікос»           | СЛ                      | 19        | 0         | КГ                 | 0                  | 0                  | -                    | -                    | -                    | -             | -             | -             | 19     | 0      |
| Усього за «Панетолікос» | Усього за «Панетолікос» | Усього за «Панетолікос» | 45        | 0         |                    | 4                  | 0                  |                      | -                    | -                    |               | -             | -             | 49     | 0      |
| 2019–20                 | ПАОК                    | СЛ                      | 0+4       | 0+1       | КГ                 | 2                  | 0                  | ЛЧ+ЛЄ                | 0+0                  | 0                    | -             | -             | -             | 6      | 1      |
| 2020–21                 | ПАОК                    | СЛ                      | 2+3       | 0         | КГ                 | 1                  | 0                  | ЛЧ+ЛЄ                | 0+0                  | 0                    | -             | -             | -             | 6      | 0      |
| 2021–22                 | ПАОК                    | СЛ                      | 7+7       | 0         | КГ                 | 1                  | 0                  | ЛК                   | 7                    | 0                    | -             | -             | -             | 22     | 0      |
| Усього за ПАОК          | Усього за ПАОК          | Усього за ПАОК          | 9+14      | 0+1       |                    | 4                  | 0                  |                      | 7                    | 0                    |               | -             | -             | 34     | 1      |
| 2022–23                 | «Фамалікан»             | ПЛ                      | 25        | 0         | КП+КЛ              | 6+4                | 0                  | -                    | -                    | -                    | -             | -             | -             | 35     | 0      |
| 2023–24                 | «Фамалікан»             | ПЛ                      | 13        | 0         | КП+КЛ              | 0+0                | 0                  | -                    | -                    | -                    | -             | -             | -             | 13     | 0      |
| Усього за «Фамалікан»   | Усього за «Фамалікан»   | Усього за «Фамалікан»   | 38        | 0         |                    | 10                 | 0                  |                      | -                    | -                    |               | -             | -             | 48     | 0      |
| Усього за кар'єру       | Усього за кар'єру       | Усього за кар'єру       | 92+14     | 0+1       |                    | 18                 | 0                  |                      | 7                    | 0                    |               | -             | -             | 131    | 1      |

### Статистика виступів за збірну
Станом на 26 березня 2024
| Дата       | Місто     | Господарі | Результат | Гості      | Турнір                               | Голи | Примітки |
| ---------- | --------- | --------- | --------- | ---------- | ------------------------------------ | ---- | -------- |
| 10-9-2018  | Глазго    | Шотландія | 2 – 0     | Албанія    | Ліга націй УЄФА 2018-2019 - 1-й етап | -    | 90+1'    |
| 10-10-2018 | Ельбасан  | Албанія   | 0 – 0     | Йорданія   | товариський матч                     | -    | 9'       |
| 4-9-2020   | Мінськ    | Білорусь  | 0 – 2     | Албанія    | Ліга націй УЄФА 2020-2021 - 1-й етап | -    | 90'      |
| 7-9-2020   | Тирана    | Албанія   | 0 – 1     | Литва      | Ліга націй УЄФА 2020-2021 - 1-й етап | -    |          |
| 14-10-2020 | Вільнюс   | Литва     | 0 – 0     | Албанія    | Ліга націй УЄФА 2020-2021 - 1-й етап | -    | 57'      |
| 8-9-2021   | Ельбасан  | Албанія   | 5 – 0     | Сан-Марино | Відбір до ЧС 2022                    | -    |          |
| 12-11-2021 | Лондон    | Англія    | 5 – 0     | Албанія    | Відбір до ЧС 2022                    | -    | 46'      |
| 15-11-2021 | Тирана    | Албанія   | 1 – 0     | Андорра    | Відбір до ЧС 2022                    | -    |          |
| 13-6-2022  | Тирана    | Албанія   | 0 – 0     | Естонія    | товариський матч                     | -    |          |
| 24-9-2022  | Тель-Авів | Ізраїль   | 2 – 1     | Албанія    | Ліга націй УЄФА 2022-2023 - 1-й етап | -    | 78'      |
| 27-9-2022  | Тирана    | Албанія   | 1 – 1     | Ісландія   | Ліга націй УЄФА 2022-2023 - 1-й етап | -    | 83' 90'  |
| 16-11-2022 | Тирана    | Албанія   | 1 – 3     | Італія     | товариський матч                     | -    |          |
| 19-11-2022 | Тирана    | Албанія   | 2 – 0     | Вірменія   | товариський матч                     | -    |          |
| 27-3-2023  | Варшава   | Польща    | 1 – 0     | Албанія    | Відбір до ЧЄ 2024                    | -    |          |
| 17-10-2023 | Тирана    | Албанія   | 2 – 0     | Болгарія   | товариський матч                     | -    |          |
| 22-3-2024  | Парма     | Албанія   | 0 – 3     | Чилі       | товариський матч                     | -    |          |
| 25-3-2024  | Стокгольм | Швеція    | 1 – 0     | Албанія    | товариський матч                     | -    |          |
| Усього     |           | Матчів    | 17        |            | Голів                                | 0    |          |

| Дата       | Місто       | Господарі | Результат | Гості   | Турнір                             | Голи | Примітки |
| ---------- | ----------- | --------- | --------- | ------- | ---------------------------------- | ---- | -------- |
| 10-10-2016 | Петах-Тіква | Ізраїль   | 4 – 0     | Албанія | Кваліфікація молодіжного Євро-2017 | -    | 46'      |
| 25-3-2017  | Ельбасан    | Албанія   | 0 – 0     | Молдова | Товариський матч                   | -    | 46'      |
| Усього     |             | Матчів    | 2         |         | Голів                              | 0    |          |